# Gaspésie–Îles-de-la-Madeleine
Gaspésie–Îles-de-la-Madeleine ist eine Verwaltungsregion (französisch région administrative) im Osten der kanadischen Provinz Québec.
Sie ist weiter in fünf regionale Grafschaftsgemeinden (französisch municipalités régionales de comté) sowie 54 Gemeinden, Reservate und gemeindefreie Gebiete unterteilt. Die Verwaltungsregion umfasst die Halbinsel Gaspésie und die Magdalenen-Inseln. Sitz der Verwaltung ist Gaspé.
Die Einwohnerzahl beträgt 90.311 (Stand: 2016).
2011 betrug die Einwohnerzahl 93.130 und die Landfläche 20.272,2 km², was einer Bevölkerungsdichte von 4,6 Einwohnern je km² entsprach. 92,1 % der Einwohner sprachen Französisch und 7,7 % Englisch als Hauptsprache.
Im Norden grenzt Gaspésie–Îles-de-la-Madeleine an den Sankt-Lorenz-Golf, im Süden an die Provinz New Brunswick, im Westen an die Verwaltungsregion Bas-Saint-Laurent.

## Gliederung
Regionale Grafschaftsgemeinden (MRC):
- Avignon
- Bonaventure
- La Côte-de-Gaspé
- La Haute-Gaspésie
- Le Rocher-Percé

Gemeinden außerhalb einer MRC:
- Grosse-Île
- Les Îles-de-la-Madeleine

Reservate außerhalb einer MRC:
- Gesgapegiag
- Listuguj